# OTO M42
La OTO M42 era una granada incendiaria antitanque empleada por el Regio Esercito durante la Segunda Guerra Mundial.

## Historia
Italia entró a la Segunda Guerra Mundial sin ninguna granada antitanque de producción nacional. Solamente en 1942 se fabricaron dos modelos: la Breda M42 y la OTO M42.

## Características
Su espoleta era una granada OTO M35 que iba enroscada por sus estrías externas en un mango de aluminio conectado a la carcasa de la granada. La carcasa era una botella de vidrio llena con mezcla incendiaria para lanzallamas y gasolina, que se rompía al impactar o cuando detonaba su espoleta. El concepto surgió a partir de las granadas improvisadas hechas por los soldados, al unir una granada OTO M35 a botellas llenas de líquidos inflamables.
Los soldados eran entrenados para impactar las tomas de aire del motor del tanque antes de accionar la espoleta, para que la mezcla incendiaria ingrese.[cita requerida]